# Dale (Pennsylvania)
Dale  è un comune (borough) degli Stati Uniti d'America, nella contea di Cambria nello Stato della Pennsylvania. Secondo il censimento del 2010 la popolazione è di 1.234 abitanti.

## Società

### Evoluzione demografica
La composizione etnica vede una maggioranza di quella bianca (89,1%), seguita dagli afroamericani (6,1%) dati del 2010.
| borough di Dale Popolazione |       |
| 2000                        | 1.503 |
| 2010                        | 1.234 |